# Emil Gauer
Emil Friedrich Karl Gauer (* 12. November 1905 in Becherbach (Pfalz); † 10. November 1991 in Enkenbach) war ein deutscher Politiker (NSDAP). Gauer war von 1937 bis 1945 Oberbürgermeister von Pirmasens.

## Leben
Der Sohn eines Bäckermeisters besuchte bis 1919 die Volksschule und wechselte dann zur Präparandenschule in Kusel. Die dortige Ausbildung zum Lehrer brach Gauer 1922 wegen finanzieller Gründe ab. Nach einer Lehre bei der Volksbank in Zweibrücken war er zwischen 1925 und 1927 kaufmännischer Angestellter bei einer Kolonialwarengroßhandlung in Trier und bei einer Schokoladenfabrik in Frankfurt am Main. Bis 1928 besuchte er das Realgymnasium in Meisenheim, um die Zugangsvoraussetzungen der Handelshochschule Mannheim zu erlangen. In Mannheim legte er 1930 die kaufmännische Fachprüfung ab; 1932 brach er das Studium aus finanziellen Gründen ab. 1934 heiratete Gauer, aus der Ehe gingen drei Kinder hervor.
Offiziell trat Gauer der NSDAP zum 15. November 1927 bei (Mitgliedsnummer 70.491). Zuvor hatte er am 23. Oktober 1927 die NSDAP-Ortsgruppe in Becherbach gegründet, die er bis April 1933 leitete. Gauer war an der Gründung weiterer Ortsgruppen im Alsenztal beteiligt. Von 1928 bis 1933 war er Mitglied der Sturmabteilung (SA). Während seines Studiums war Gauer Hochschulgruppenführer des Nationalsozialistischen Deutschen Studentenbundes (NSDStB).
Nach der Machtübertragung an die Nationalsozialisten war Gauer von August 1933 bis 1934 NSDAP-Kreisleiter für Ludwigshafen-Land. Seit Mai 1933 war er stellvertretender Vorsitzender des Gau-Untersuchungs- und Schlichtungsausschusses (USchlA); im August 1934 wurde er Nachfolger Ernst Ludwig Leysers als Gaurichter.
Am 1. Mai 1937 wurde Gauer von der Leitung des NSDAP-Gaus Saarpfalz als Oberbürgermeister von Pirmasens eingesetzt. Gauer sollte der „radikalen Richtung der Partei“ unter seinem Amtsvorgänger Rudolf Ramm, der wegen Misswirtschaft des Amtes enthoben worden war, und dem Pirmasenser Kreisleiter Richard Mann entgegentreten. Im Februar 1941 lehnte es Gauer ab, Oberbürgermeister und Kreisleiter von Ludwigshafen am Rhein zu werden, was Gauleiter Josef Bürckel verärgert haben soll. In der Endphase des Zweiten Weltkrieges soll Bürckels Nachfolger, Willi Stöhr, am 19. März 1945 ein Standgericht gegen Gauer wegen Defätismus geplant haben, was auf Grund einer Intervention des Regierungspräsidenten Karl Barth unterblieben sein soll.
Nach Kriegsende wurde Gauer am 16. Mai 1945 von amerikanischen Truppen in Stetten bei Heilbronn gefangen genommen. Gemäß dem automatischen Arrest war Gauer bis Dezember 1949 interniert. In der Entnazifizierung wurde er im Januar 1950 als „Belasteter“ eingestuft. Nach 1950 lebte Gauer als kaufmännischer Angestellter in seinem Geburtsort Becherbach.